# Martin Baring

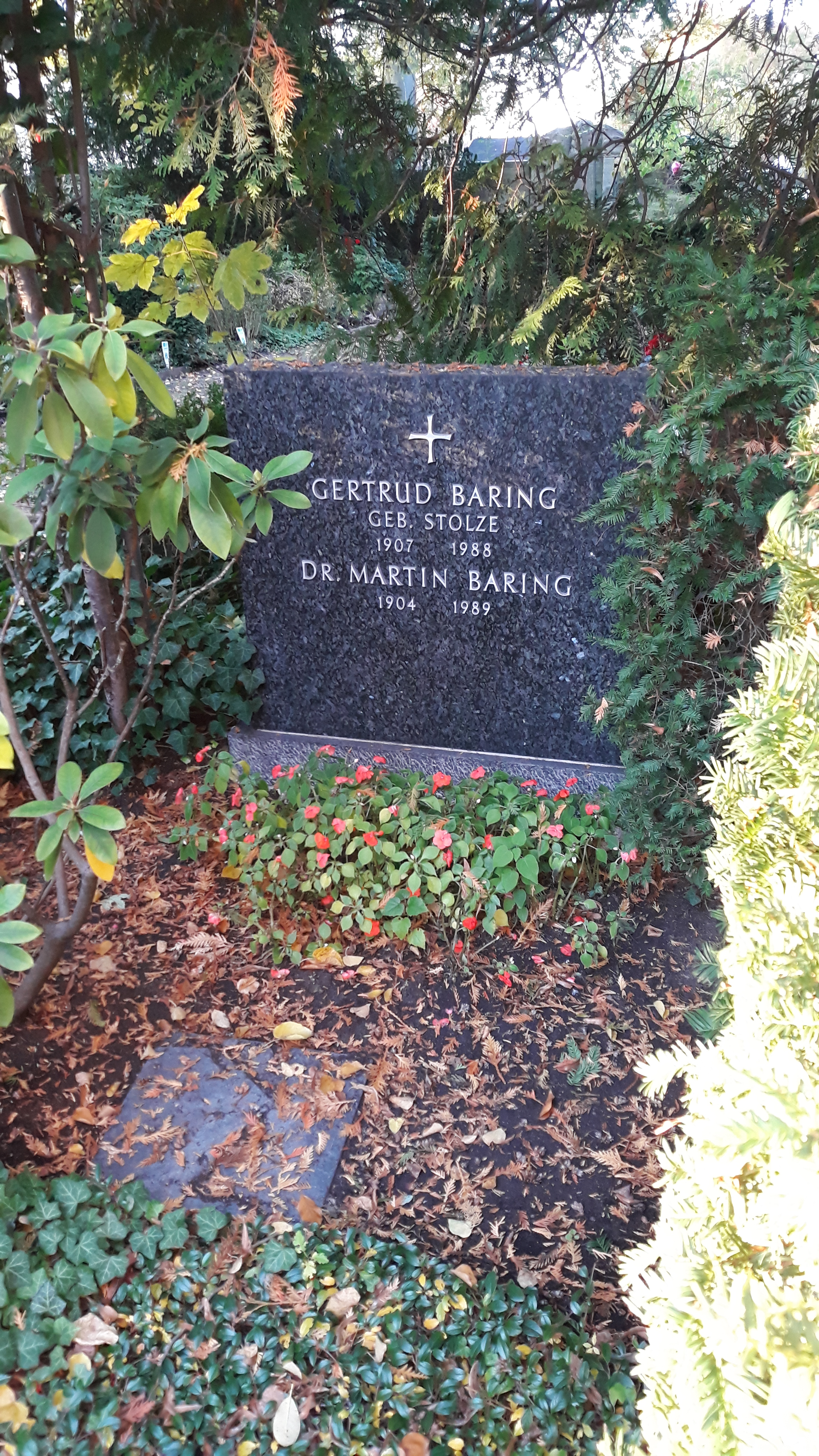
Das Grab von Martin Baring und seiner Ehefrau Gertrud geborene Stolze auf dem Friedhof Dahlem in Berlin.

Martin Otto Friedrich Karl Maximilian Baring (* 10. November 1904 in Leipzig; † 13. Dezember 1989 in Berlin) war ein deutscher Jurist und Senatspräsident beim Bundesverwaltungsgericht.

## Biografie
Baring stammte aus der Baring-Familie. Er war Sohn des Juristen Adolf Baring, besuchte das Königliche Gymnasium in Dresden sowie die Universitäten in Göttingen,  in Kiel und in Leipzig, wo er ein juristisches Studium absolvierte und zunächst als Gerichts- und Regierungsassessor tätig war. Zuletzt war er Senatspräsident am Bundesverwaltungsgericht.
1960 wurde Baring 2. Vorsitzender der Berliner Juristischen Gesellschaft, deren Präsident er von 1969 bis 1972 war.
In seiner Freizeit liebte Baring das Wandern und das Studium der Kunst- und Kulturgeschichte. Er war seit 1931 mit Gertrud, geb. Stolze, verheiratet und hatte mit ihr vier Kinder, darunter den Historiker Arnulf Baring und den Pfarrer Georg Baring.
Sein Grab befindet sich auf dem Friedhof Dahlem.

### Beförderungen
Er durchlief die juristische Laufbahn mit nachfolgenden Beförderungen:
- 1934 Regierungsrat in der Amtshauptmannschaft Dippoldiswalde
- 1940 Oberregierungsrat
- 1945 Ministerialrat
- 1948 Verwaltungsgerichtsrat
- 1949 Oberverwaltungsgerichtsrat
- 1953 Bundesrichter
- 1959 Senatspräsident am Bundesverwaltungsgericht sowie Vorsitzender 2. Senat des Disziplinarhofs der Evangelischen Kirche der Union

## Veröffentlichungen (Auswahl)
- (Hrsg.): Aus 100 Jahren Verwaltungsgerichtsbarkeit. Köln 1963.
- Schulzeit in Dresden. Berlin 1975.